# Svartmon
Svartmon var en sjö, men numera är den en våtmark runt Börjölsån i Finspångs kommun i Östergötland och ingår i Motala ströms huvudavrinningsområde.